# 芦ノ湖スカイライン

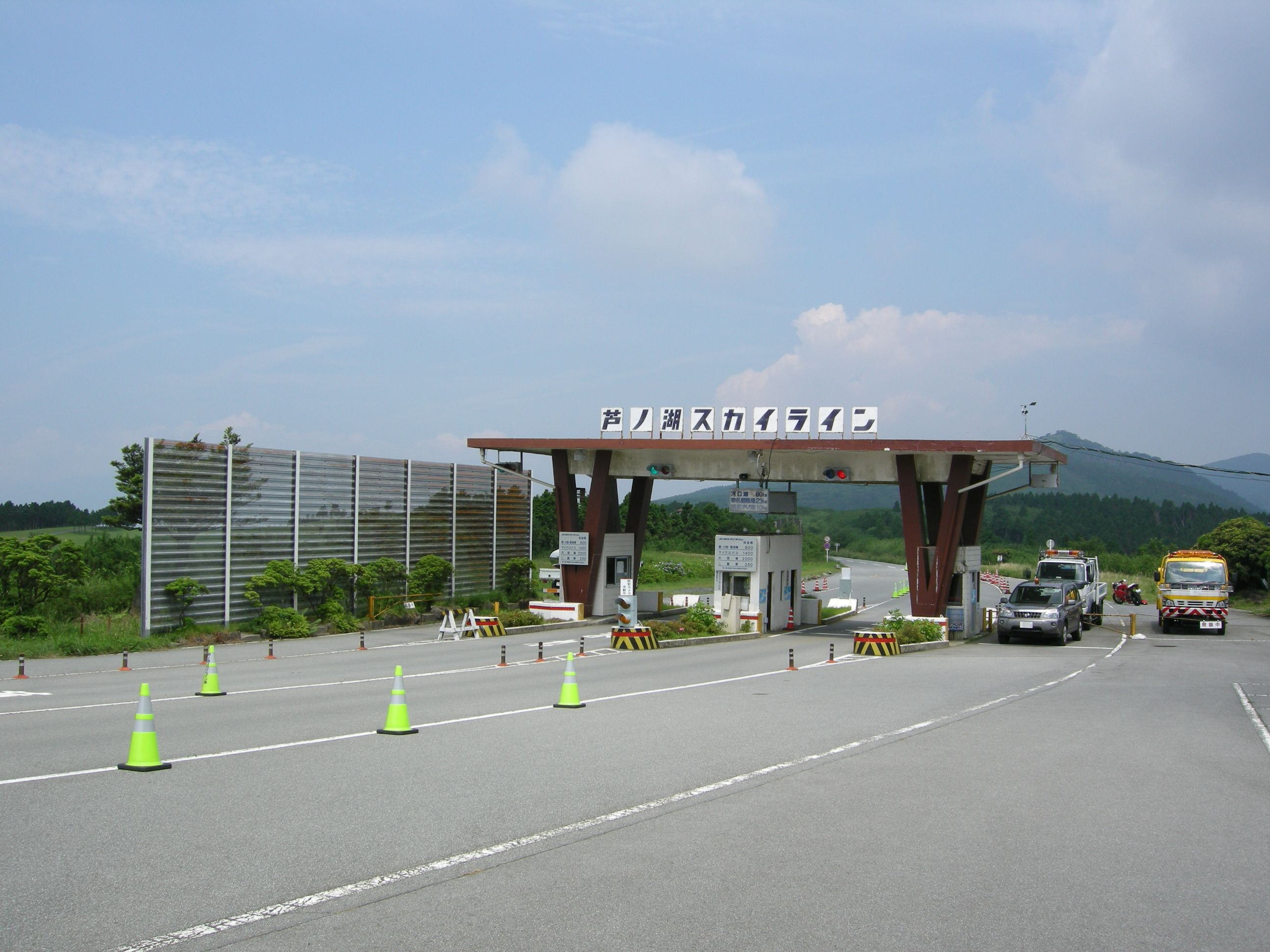
芦ノ湖スカイライン料金所

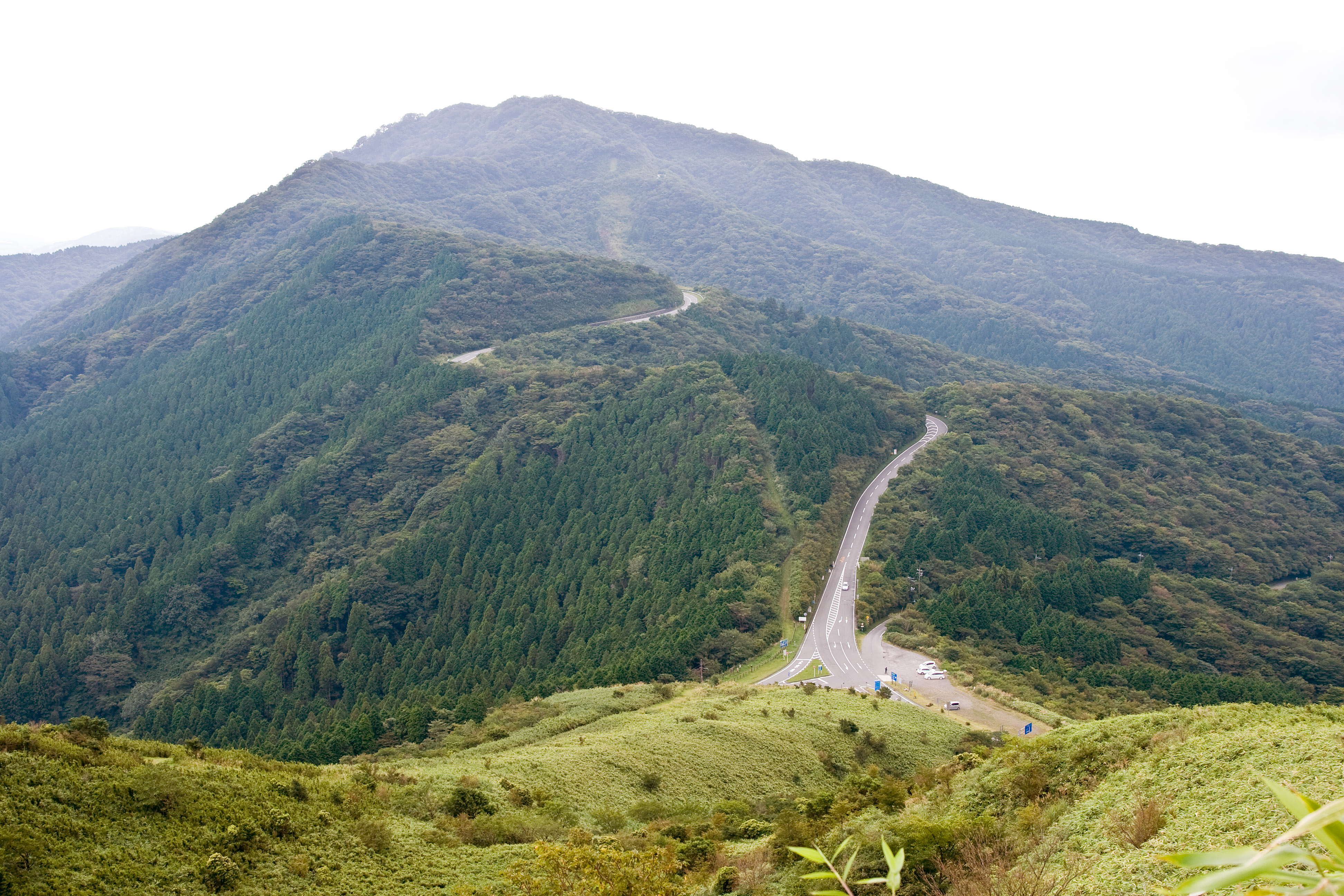
湖尻峠（右手前）と芦ノ湖スカイライン

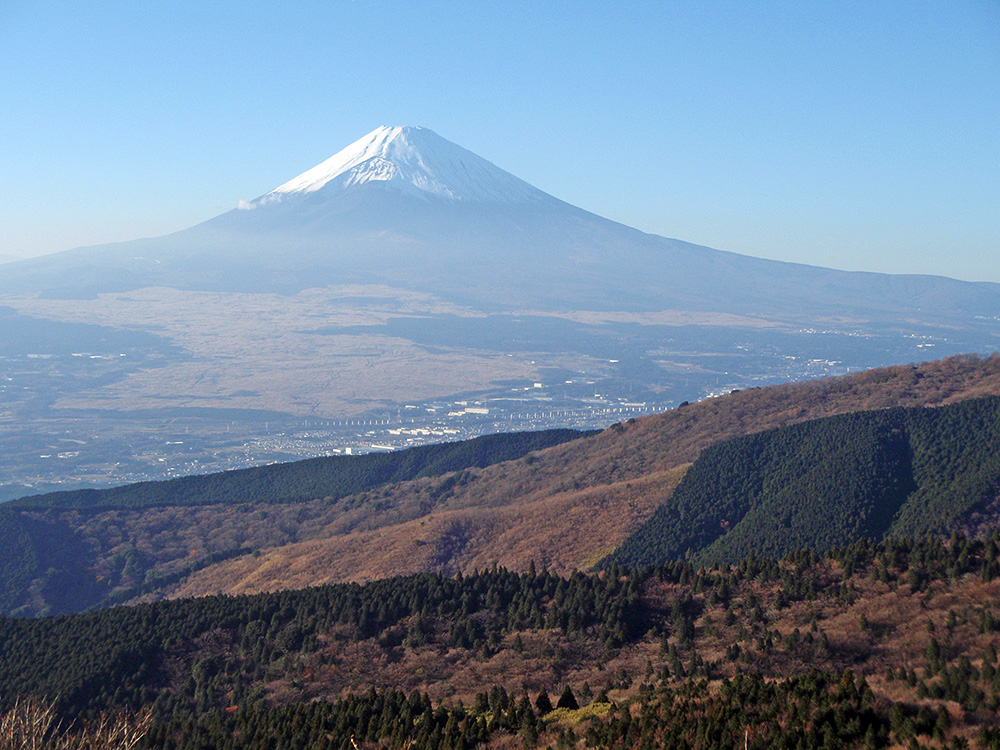
本線から見える富士山

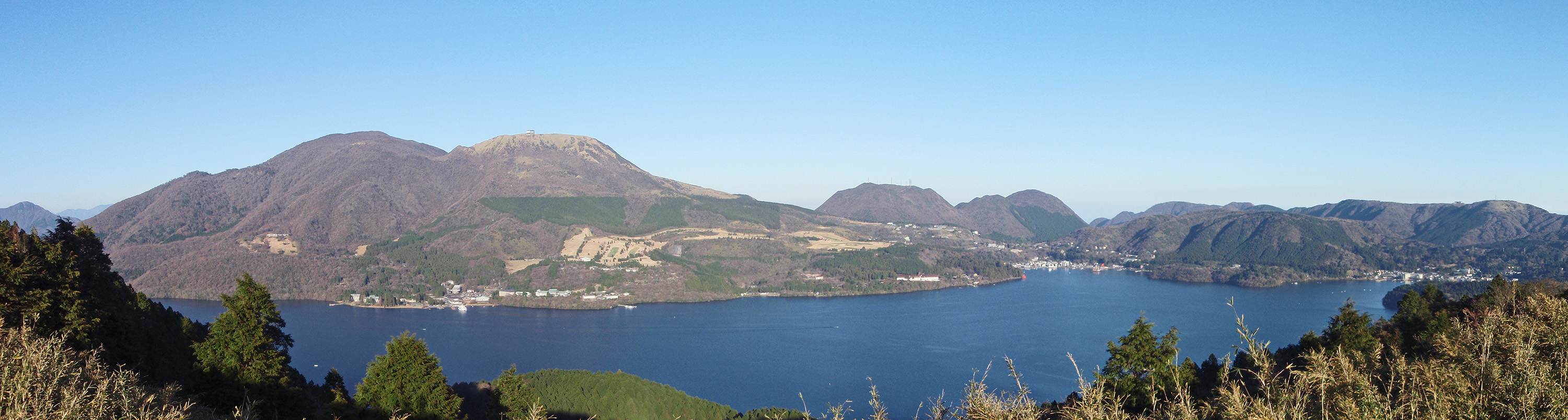
本線から見える芦ノ湖と、箱根山の中央火口丘である神山と駒ヶ岳

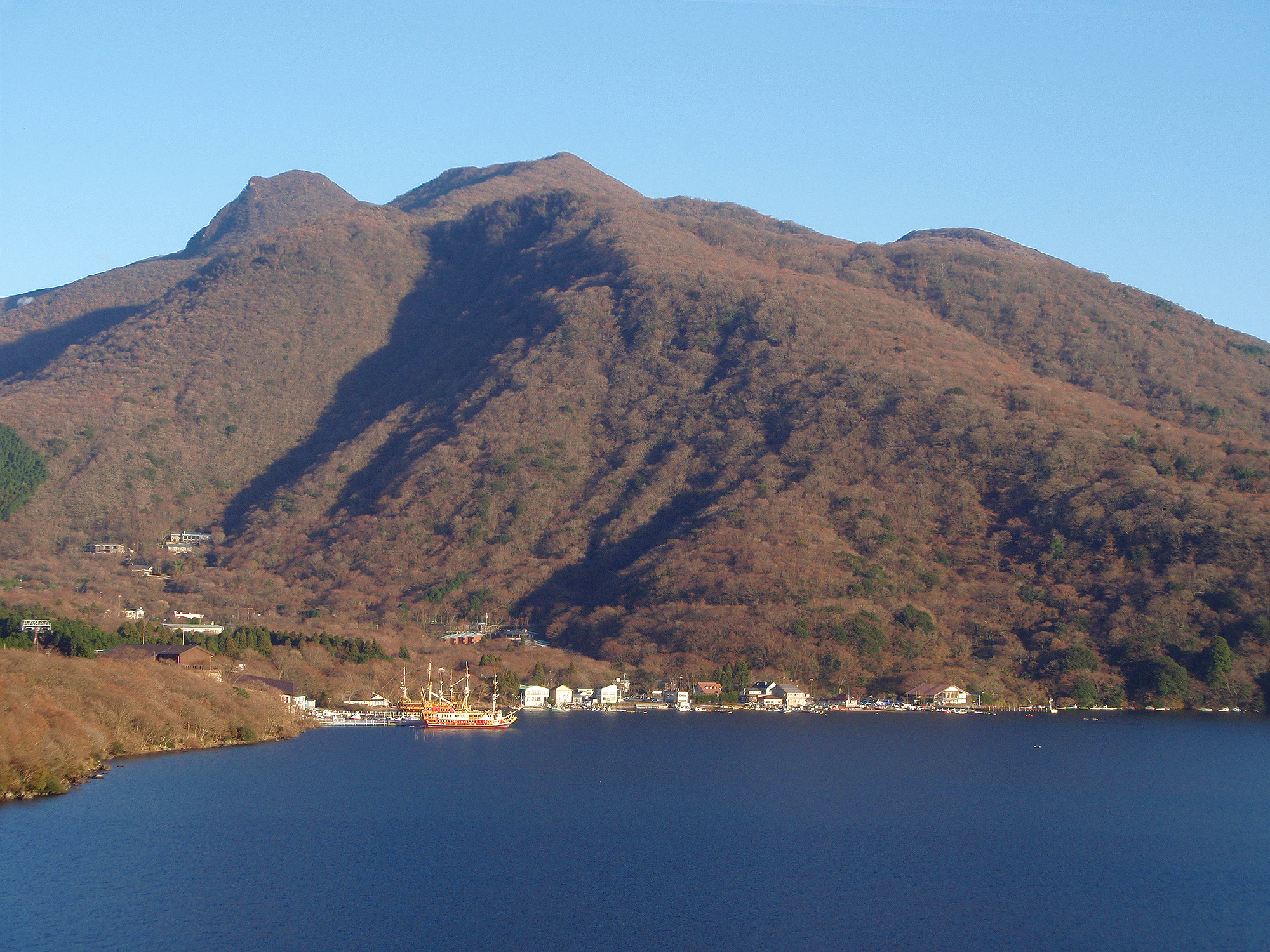
湖尻線から見える芦ノ湖と、箱根山の神山

芦ノ湖スカイライン（あしのこスカイライン）は、神奈川県と静岡県にまたがる一般自動車道事業による有料道路。神奈川県箱根町箱根峠付近の国道1号から、同町の芦ノ湖北岸（湖尻水門）付近に至る延長10.75キロメートル (km) の芦ノ湖スカイライン株式会社が経営する観光有料道路である。

## 概要
神奈川県箱根カルデラの芦ノ湖の西側に位置する山岳部を南北に走る観光有料道路で、本線と湖尻線の2路線からなる。本線は神奈川県と静岡県の県境に沿う形で、その大部分は静岡県側に位置し、箱根火山の外輪山の尾根を通る。富士山と芦ノ湖両方の景色を堪能できる箱根エリア定番のドライブおよびツーリングルートとして知られる。
夜間の取り扱いは本線が完全閉鎖、湖尻線は無料開放となる。これは、接続している静岡県道337号仙石原新田線と箱根スカイラインの2路線が、湖尻線を通らなければ箱根に通り抜けできない構造のためである。
2002年（平成14年）集計の平均通行台数は1日1,270台。営業収支比率は95.6 %で、いわゆる赤字事業路線である。1985年時点で普通車450円だった通行料を一気に600円まで値上げし、赤字脱却を図るも、今一歩及んでいない。
テレビ神奈川で放送されていた番組、「新車情報」ならびに「新車ファイル クルマのツボ」では、自動車の試走を撮影する際に芦ノ湖スカイラインを走行しており、「いつもの山坂道」として親しまれていた。また、様々なカーマニア雑誌や観光雑誌、テレビドラマなどでも撮影ポイントとして使用される。そのため、赤字脱却を目指す所有会社がこの点に着目し、スカイライン路線内で商行為としての撮影を行う場合は、使用料の1万円を管理事務所で支払い、撮影許可証（紙製腕章）の着用を求められる。

## 歴史
戦後、芦ノ湖周辺を中心とした箱根地区で、箱根山戦争と呼ばれる観光開発が繰り広げられていた最中、1959年に藤田観光株式会社により建設が開始された。1962年に本線（箱根峠 - 湖尻峠）が開通。その後、長らく同社のレジャー関連事業として代表的な箱根小涌園に付随する事業部門（スカイライン課）により運営されていた。2007年に株式会社NIPPOコーポレーション（現NIPPO）に営業譲渡され、同社の100%出資子会社である芦ノ湖スカイライン株式会社により経営が行われている。

### 年表
- 1959年（昭和34年）8月8日：藤田観光株式会社が国から事業免許を受け工事に着手。
- 1960年（昭和35年）9月15日：一般自動車道の工事施行を認可[4]。
  - 起点 - 神奈川県足柄下郡箱根町110
  - 終点 - 静岡県御殿場市大字神山字丸獄落合1918の3
  - 距離 - 14.17 km
- 1962年（昭和37年）11月12日：一般自動車道の工事施行を認可[5]。
  - 起点 - 静岡県駿東郡裾野町大字深良字明神ヶ嶽4229
  - 終点 - 神奈川県足柄下郡箱根町大字仙石原字長尾1243
  - 距離 - 1.8 km
- 1962年（昭和37年）12月27日：本線を供用開始[1]。
- 1972年（昭和47年）：湖尻線を供用開始。
- 1990年（平成2年）3月31日：付近にハイキングコースがあるため、交通安全を確保することから、湖尻線の一部区間（0.1 km）を神奈川県に無償譲渡。
- 2007年（平成19年）9月28日：事業主体が藤田観光株式会社から芦ノ湖スカイライン株式会社に変更[6]。
2007年、主力のホテル事業へ経営資源集中を進める藤田観光は、舗装事業以外への事業展開を図る道路舗装業大手のNIPPOコーポレーションへ、当路線の営業権および道路資産を有償譲渡。NIPPOコーポレーションは100%出資となる子会社「芦ノ湖スカイライン株式会社」を設立し、同社の経営となる。

## 路線状況
尾根沿いを走る道路のためアップダウンが多くコーナーが連続することから、峠道として走りを楽しむ、いわゆる「走り屋」には好まれる道路といわれており、週末には多くの車やバイクが集まる。秋の紅葉シーズンの休日は特に渋滞する。自動車とオートバイのみ通行でき、自転車などの軽車両は通行することはできない。

### 本線
- 箱根峠出入口（国道1号→箱根新道・静岡県道20号熱海箱根峠線）
- 箱根峠料金所
- 湖尻峠出入口（箱根スカイライン・静岡県道337号仙石原新田線）

### 湖尻線
- 湖尻峠出入口（湖尻峠）
- 湖尻峠料金所
- 湖尻水門出入口（箱根町道→神奈川県道75号湯河原箱根仙石原線）

## 地理
標高約900メートルの外輪山の稜線を走るため全線にわたり展望が良く、芦ノ湖や駿河湾、富士山を望むことができる。芦ノ湖スカイラインという名称からも、芦ノ湖側が眺められる箇所も多いが、一方で富士山の眺望にも優れており、国道1号と交差する箱根峠付近から北上すると、正面に富士山の山頂から裾野まで一望できる区間もある。沿道には植林が少なく、ササと落葉広葉樹が多いため、秋には紅葉も楽しめる。たびたび霧が発生し、その際には視界が悪く、走行には注意が必要になる。

### 通過する自治体
- 神奈川県
  - 足柄下郡箱根町
- 静岡県
  - 三島市
  - 裾野市

### 交差する道路
- 国道1号（箱根峠）
- 静岡県道337号仙石原新田線（裾野市深良）
- 箱根スカイライン（裾野市深良）